# 涙 涙のカラオケボックス
涙 涙のカラオケボックス（なみだ・なみだの）は、男性アイドルグループ・忍者による7枚目のシングル。1992年11月1日発売。

## 収録曲
1. 涙 涙のカラオケボックス
  - 作詞：秋元康、作曲：三木たかし、編曲：若草恵
2. ソウル・ベイビー・ベイビー
  - 作詞：秋元康、作曲：後藤次利、編曲：若草恵
3. 涙 涙のカラオケボックス（オリジナル・カラオケ）